# Pi6 d'Orió
Pi⁶ d'Orió (π⁶ Orionis) és un estel gegant brillant taronja de magnitud 4,47 situat a la constel·lació d'Orió. Dista 954 anys llum del sistema solar. Forma part de l'asterisme de l'escut d'Orió. Pi⁶ és una estrella solitària a la part oriental de la constel·lació d'Orió.

## Observació
Es tracta d'un estel situat a l'hemisferi celeste boreal, però molt pròxim de l'equador celeste; això comporta que puga ser observat des de totes les regions habitades de la Terra sense cap dificultat i que siga invisible tan sols en les àrees més interiors del continent antàrtic.
A l'hemisferi nord, d'altra banda, sembla circumpolar només molt més enllà del cercle àrtic. La seva magnitud de 4,5 de manera que es pot vist només amb un cel prou lliure dels efectes de la contaminació lumínica.
El millor moment per a la seva observació al cel nocturn cau en els mesos compresos entre finals d'octubre i abril; des dels dos hemisferis, el període de visibilitat es manté aproximadament igual, gràcies a la posició de l'estrella no gaire lluny de l'equador celeste.

## Característiques físiques
L'estel és un gegant brillant taronja; posseeix una magnitud absoluta de -2,86 i la seva velocitat radial positiva indica que l'estel s'estiguera allunyant del sistema solar.